# Barkudia melanosticta
Espèce
Synonymes
- Anguis melanostictus Schneider, 1801

Statut de conservation UICN

 DD  : Données insuffisantes
Barkudia melanosticta est une espèce de sauriens de la famille des Scincidae.

## Répartition
Cette espèce est endémique des régions côtières de l'État d'Andhra Pradesh en Inde.

## Publication originale
- Schneider, 1801 : Historiae Amphibiorum naturalis et literariae. Fasciculus secundus continens Crocodilos, Scincos, Chamaesauras, Boas. Pseudoboas, Elapes, Angues. Amphisbaenas et Caecilias. Frommani, Jena, p. 1-374 (texte intégral).